# Stade Ibn Batouta
Stade Ibn Batouta (Arabisch: ملعب طنجة ), ook bekend als Grand Stade de Tanger, is een stadion in Tanger, Marokko. Het wordt meestal gebruikt voor voetbalwedstrijden en grote evenementen als ceremonies of concerten. Het stadion heeft een capaciteit van 65.000 mensen. Het dient als het nieuwe thuis van IR Tanger, ter vervanging van de voormalige Stade de Marchan.
Het werd ingehuldigd op 26 april 2011. Op 27 juli was het stadion gastheer van de Trophée des Champions 2011, waarin Olympique Marseille met 5-4 wist te winnen van Lille OSC.
Het was een van de bevestigde gastheerstadions voor de Africa Cup of Nations 2015, die zou worden georganiseerd door Marokko totdat het werd ontdaan van zijn organisatierechten.
In 2022 werd de 2e ring achter beide doelen doorgetrokken, hierdoor verhoogde de capaciteit van het stadion van 45.000 naar 65.000 plaatsen.
In 2023 bevestigde de Koninklijke Marokkaanse voetbalbond dat de capaciteit van de huidige 65.000 toeschouwers zal verhoogd worden naar meer dan 80.000 dit vanwege de Afrika Cup in 2025.

## Bijzondere wedstrijden
| № | Datum            | Wedstrijd                          | Uitslag | Competitie                               | Toeschouwers |
| - | ---------------- | ---------------------------------- | ------- | ---------------------------------------- | ------------ |
| 1 | 27 juli 2011     | Lille OSC – Olympique de Marseille | 4 - 5   | Trophée des Champions 2011               | 33.900       |
| 2 | 29 juli 2017     | AS Monaco – Paris Saint-Germain    | 4 - 5   | Trophée des Champions 2017               | 43.761       |
| 3 | 12 augustus 2018 | Sevilla FC – FC Barcelona          | 2 - 1   | Supercopa de España 2018                 | 40.000       |
| 4 | 1 februari 2023  | Al-Ahly - Auckland City FC         | 3 - 0   | FIFA Club World Cup 2022 - 1e ronde      | 47.137       |
| 5 | 4 februari 2023  | Seattle Sounders FC en Al-Ahly     | 0 - 1   | FIFA Club World Cup 2022 - 2e ronde      | 30.589       |
| 6 | 7 februari 2023  | CR Flamengo - Al-Hilal             | 2 - 3   | FIFA Club World Cup 2022 - halve finale  | 42.496       |
| 7 | 11 februari 2023 | Al-Ahly - CR Flamengo              | 0 - 1   | FIFA Club World Cup 2022 - troost finale | 30.216       |
| 8 | 25 maart 2023    | Marokko - Brazilië                 | 2 - 1   | Vriendschappelijk                        | 65.000       |

## Galerij

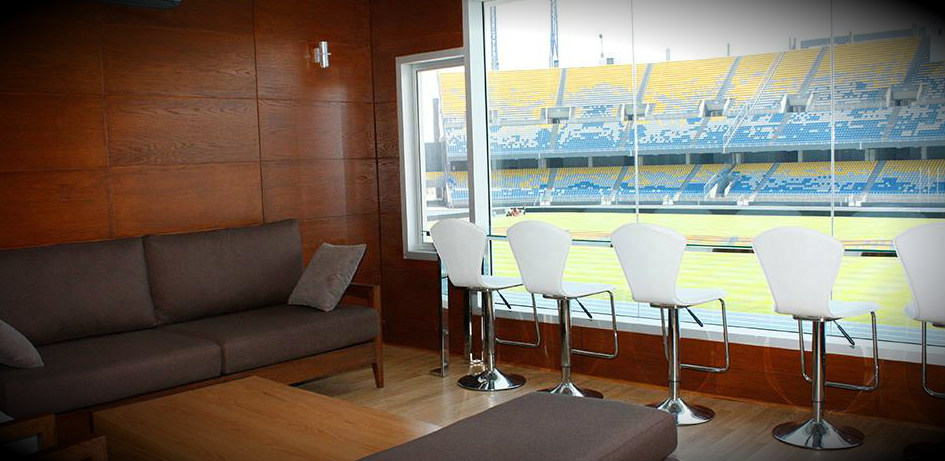
Vip-ruimte